# Фуркотський потік
Фуркотський потік (словац. Furkotský potok) — річка в Словаччині, ліва притока Б'єлого Вагу, протікає в окрузі Попрад.
Довжина приблизно 4.5-4.7 км. Витік знаходиться в масиві Підтатранська улоговина (геоморфологічна підодиниця Татранське передгір'я — схил гори Остра-вежа); на висоті близько 1800 метрів. Протікає територією села Штрба (частина Штрбське Плесо)..
Впадає у Б'єлий Ваг на висоті приблизно 1215 метрів.